# Cele kary
Cele kary – pożądane zjawiska społeczne, co do których nauka prawa karnego przyjmuje, że mogą zostać osiągnięte przez poddanie sprawcy przestępstwa karze kryminalnej. Cele kary tworzą, razem z funkcjami kary, przesłanki racjonalizacji kary.
Wśród celów kary tradycyjnie wymienia się:
- uczynienie zadość sprawiedliwości;
- naprawienie szkody spowodowanej przestępstwem;
- satysfakcja pokrzywdzonego;
- prewencję szczególną (doświadczenie kary kształtuje przyszłe zachowanie sprawcy w ten sposób, że sprawca raczej będzie starał się nie wrócić do przestępstwa);
- prewencję ogólną (świadomość karania sprawców określonych czynów kształtuje zachowanie społeczeństwa w ten sposób, że jednostki:
  - raczej nie są skłonne dopuszczać się tych czynów prewencja negatywna,
  - czują się obowiązane współdziałać z organami ścigania i sądami przy ściganiu sprawców tych czynów prewencja pozytywna).

To, czy kara określonego rodzaju i w określonym wymiarze będzie spełniała wszystkie cele kary, zależy m.in. od tego, czy jest współmierna do czynu, za który się ją wymierza; od jej społecznej akceptacji; a w przypadku prewencji indywidualnej - także od  warunków osobistych sprawcy.